# Luigi Boccherini
Luigi Boccherini, italijanski skladatelj in violončelist, * 19. februar 1743, Lucca, † 28. maj 1805, 
Boccherini je skladatelj klasicističnega obdobja, najbolj pa je poznan po menuetu iz enega njegovih godalnih kvartetov in po koncertu za violončelo in orkester v B duru (G 482)

## Glasbene datoteke

### Komorna glasba
- Imate z zagonom datotek težave? Poskusite si pomagati s pomočjo za predstavnostno gradivo.